# Manovra a zig zag
La manovra a zig-zag o manovra a Z ha lo scopo di capire il comportamento della nave (manovrabilità, prontezza di risposta al timone) (imbarcazione o natante che sia) nel caso si intervenga col timone a frenare un cambiamento di rotta già in atto. Si comincia col mettere il timone 20° a sinistra bloccandolo quando la nave raggiungerà i 20° a sinistra, poi si metterà il timone a dritta sempre di 20° stesso procedimento quindi lo si bloccherà appena la nave avrà assunto 20° a dritta (rispetto alla prora iniziale), poi di nuovo a sinistra di 20° (sempre rispetto alla prora iniziale), e poi di nuovo di 20° a dritta. Se questa operazione sarà ripetuta più volte appunto si parla di manovra a ZIG - ZAG o manovra a Z dato che il percorso descritto dalla nave ricorderà (anche se vagamente) la forma di una Z.
Con questa manovra si possono determinare:
- il tempo che la nave impiega per accostare di 20°;
- il sopravanzo in rotta S(fi);
- lo scostamento laterale massimo;
- il sopravanzo laterale.

Si possono ricavare tre diagrammi:
- la variazione dell'angolo di timone al variare del tempo;
- la variabilità dell'accostata col tempo;
- gli scostamenti laterali dovuti all'inerzia.

Con la manovra a Z è possibile rilevare anche i cosiddetti indici di Nomoto.
Gli indici di Nomoto sono utilizzati quando viene installato l'autopilota e indicano:
- la velocità evolutiva della nave;
- l'indice di prontezza di risposta della nave al timone;
- l'indice di stabilità di rotta.